# Spalding (Nebraska)
Spalding is een plaats (village) in de Amerikaanse staat Nebraska, en valt bestuurlijk gezien onder Greeley County.

## Demografie
Bij de volkstelling in 2000 werd het aantal inwoners vastgesteld op 537. In 2006 is het aantal inwoners door het United States Census Bureau geschat op 491, een daling van 46 (-8,6%).

## Geografie
Volgens het United States Census Bureau beslaat de plaats een oppervlakte van 0,9 km², geheel bestaande uit land. Spalding ligt op ongeveer 582 m boven zeeniveau.

## Geboren
- Tompall Glaser (1933-2013), een Amerikaans countryzanger en songwriter

## Plaatsen in de nabije omgeving
De onderstaande figuur toont nabijgelegen plaatsen in een straal van 28 km rond Spalding.